# Урсула Ратасеп
Урсула Ратасеп (на естонски: Ursula Ratasepp; родена на 17 юни 1982 г.) е естонска театрална, филмова и телевизионна актриса.

## Ранни години и образование
Ратасеп е родена в Талин през 1982 година. Тя е по-голямата сестра на актрисата Катарина Ратасеп (родена 1986 г.). Учи драма във Vanalinnastuudio до 2001 г., след това учи психология в Университета в Тарту до 2002 г. Урсула се записва във Висшето училище за драматично изкуство (сега Естонска музикална и театрална академия) в Талин, завършвайки през 2006 г. Сред съучениците ѝ са Инга Салуранд, Ристо Кюбар, Мари-Лиис Лил, Лаура Петерсон, Лаури Лагле, Брита Вахур и Серго Варес. През 2014 г. получава бакалавърска степен по психология от Университета в Тарту.

## Сценична кариера
След завършването си през 2006 г., Ратасеп става сценична актриса в Градския театър в Талин. Тя прави дебюта си в театъра в малка роля в пиесата „Яан Тате“, през същата година. Някои от по-запомнящите ѝ се роли в талинския Градски театър включват творби на автори и драматурзи като Луиджи Пирандело, Уилям Бътлър Йейтс, Никълъс Райт, Антон Хансен Таммсааре, Карло Гоци и Джон Пристли.
Ратасеп преминава и през други театри в цяла Естония, включително Естонския драматичен театър в Талин, театър NO99 в Талин, театър Ендия в Пярну, и Летния театър на Тарту.

## Филми и телевизия
Урсула прави телевизионен дебют като Кайса в телевизионния драматичен сериал на TV3 Kodu keset Linna през 2005 г., – като играе ролята на героинята си до напускането на поредицата през 2006 година. От 2006 г. до 2007 г. тя се появява в няколко епизода на драматичния сериал на Eesti Televisioon (ETV) Ohtlik, в ролята на Кая. През 2010 г. тя изиграва ролята на секретарката на министър-председателя в политическия сатиричен сериал Riigimehed на ETV. Тя също така се появява в няколко епизода на популярната телевизионна комедия Kättemaksukontor. През 2016 г. тя се присъедини към състава на популярния криминален сериал Siberi võmm на Kanal 2, като героинята Еева Линдеман. През 2017 г. изиграва главната роля на Брита в драмата Нукумая на „Канал 2“.
Ратасеп дебютира в киното с озвучаване на анимационния детски филм Leiutajateküla Lotte през 2006 г. През 2011 г. тя се появява като медицинска сестра в режисираната от Март Кивастик драма Üks mu sõber. През 2013 г. играе главната роля на Керту в едноименната драма. През 2015 г. тя играе друга главна роля като Кадри в историческата драма Vehkleja на Клаус Харо, която е адаптирана от историята на живота на Ендел Нелис. Vehkleja печели няколко награди, включително за най-добър филм на наградите Юси през 2016 г. във Финландия, и е номиниран за най-добър филм на 73-те награди Златен глобус през 2016 г.

## Личен живот
Урсула Ратасеп се омъжва за главния изпълнителен директор на естонския театрален фестивал и мениджър и режисьор на театъра Каарел Оя през 2010 г. Двойката има две деца: дъщеря, Ело-Мирт и син, Яакоб Ейк. Живее в Талин. Нейният тъст е актьорът Тину Оя, а зет ѝ е актьорът Пяеру Оя.